# 和牛の以上、現場からお伝えしました。
『和牛の以上、現場からお伝えしました。』（わぎゅうのいじょう、げんばからおつたえしました。）は、関西テレビで2020年4月8日（7日深夜）から2021年3月30日（31日深夜）まで毎週水曜0:55 - 1:25（火曜深夜）に放送されていたバラエティ番組である。略称は『わぎゅ現』。和牛の冠番組。

## 概要
和牛が“現場”にこだわる新情報バラエティ。SNSやネット記事を見ただけで知った気になる人が多い現代で、実際に話題になった現場に人気アーティストや芸人リポーターが潜入取材を敢行。体当たり取材で人々の心をつかんでいる理由をリポートする。

## 出演者
- 和牛（水田信二・川西賢志郎）

## スタッフ
- ナレーション：藤本景子（カンテレアナウンサー）
- 演出：渡邉恒史（よしもとブロードエンタテインメント）
- 構成：やまだともカズ、勝浦慎吾、橋本洋介
- TD／SW：芳山貴勇（カンテレ）【週替り】
- CAM：古川歩、山本倫久（TD／SWの回あり）、井上佑介【週替り】／岩崎裕司
- LD：河合裕也
- VE：帆足聡一郎、松岡泰助、田中翔【週替り】／松井勝正（カンテレ）
- MIX：安部智博、野村理恵（カンテレ）【週替り】
- EED：徳安悠治・高浦祐希（よしもとブロードエンタテインメント、高浦→テロップの回あり）【週替り】
- テロップ：竹嶋夕貴（wallaby's）【週替り】
- 音効：片岡幸司（SOUND-K）
- MA：直田輝彦・富永まい子（よしもとブロードエンタテインメント）
- 美術プロデューサー：万膳志帆（カンテレ）
- 美術制作：岡﨑忠司（カンテレ）
- デザイン：田宮実咲
- 美術進行：中越章浩
- 装飾：三島吾子
- 大道具：平井淳土、大神良一
- メイク：パウダー
- 協力：よしもとブロードエンタテインメント、レフティーデザイン、サンケイビルテクノ、大阪共立、SOUND-K、ウエストワン、クラッチ.【毎週】、大槻衣装【不定期】
- 配信：向山敬子（カンテレ）
- 宣伝：石岡雅樹（カンテレ）
- AD：重見のどか（よしもとブロードエンタテインメント）、戸田千遥、上田桃佳、木許涼太郎
- AP：中井謙吾、三島綾乃（よしもとブロードエンタテインメント）
- ディレクター：中井英雄・明智亮太・奥田香穂（よしもとブロードエンタテインメント）、山崎浩（イーモック）、山下桂介、押切星也（クラッチ.）
- プロデューサー：前洋平（カンテレ）、坂口大輔・真鍋理恵（吉本興業）、木村友厚・南沙織（よしもとブロードエンタテインメント）
- 制作協力：吉本興業
- 制作著作：関西テレビ放送

過去のスタッフ
- ディレクター：尾崎良介（よしもとブロードエンタテインメント）

## エンディングテーマ
- 「一瞬で」：DESURABBITS（2020年4月5日～6月30日）
- 「浪漫画面」：冉小冉（2020年7月7日～8月11日）
- 「トランキライザー」：mami（2020年8月18日～9月29日）
- 「NICKY」：Offo（2020年10月6日～11月10日）
- 「推しメンかわいいジェネレーション」：新世紀えぴっくすたぁネ申（2020年11月17日～）